# Jean Deruelle
Pour les articles homonymes, voir Deruelle.
Jean Michel Victor Deruelle est un essayiste français né à Malo-les-Bains le 30 janvier 1915, mort le 10 novembre 2001 à Six-Fours-les-Plages. Diplômé de Polytechnique en 1934, il travailla pour les Houillères de Lorraine, dont il fut directeur.

## Biographie
Après deux années de classe préparatoire au lycée Sainte Geneviève à Versailles, Jean Deruelle intègre Polytechnique en 1934 pour rejoindre en 1936 le corps des Manufactures de l'Etat. Il entre alors aux Charbonnages de France. Devenu directeur de la cokerie des Houillères du Bassin de Lorraine (HBL), il prend sa retraite en 1980.
Dans son livre De la préhistoire à l'Atlantide des mégalithes,, publié en 1990 par les éditions France-Empire, Jean Deruelle soutient que l'Atlantide de Platon, décrite dans le Timée et le Critias, est une civilisation mégalithique qu'il situe dans la Mer du Nord, entre les îles frisonnes (Pays-Bas) et la côte orientale de l'Angleterre, son centre étant le Dogger Bank. Cette contrée, d'une superficie comparable à celle de la Sardaigne, aurait été engloutie à l'ère néolithique.
Dans son livre L'Atlantide : mythe ou réalité, Michel Armengaud tord le cou à cette thèse : « Jean Deruelle en vient à identifier la grande culture mégalithique au mystérieux Empire atlante. L'île royale aurait occupé l'emplacement du Dogger Bank, une zone peu profonde, véritable plateau sous-marin situé entre le Danemark et le Royaume-Uni. [...] Aussi séduisante soit-elle, cette thèse propose une localisation de l'Atlantide qui ne correspond pas à la description précise qu'en donne Platon. ».
L'historien Pierre Vidal-Naquet explique que le livre de Jean Deruelle — qui s'inscrit, dit-il, dans la suite des spéculations de l'archéologue nazi Albert Hermann — « n'est ni plus ni moins délirant que d'autres ».
En 1999, Jean Deruelle développe sa thèse dans un nouveau livre, L'Atlantide des mégalithes, publié aux éditions France-Empire.

## Famille
Il est le père de l'astrophysicienne Nathalie Deruelle.

## Œuvres
- De la Préhistoire à l'Atlantide des mégalithes : les leçons du radiocarbone, éditions France-Empire, Paris, 1990  (ISBN 978-2-7048-0639-3)[8] - Édition en espagnol : (es) El Desafío De Los Atlantes. La Revolución Prehistórica, Ed. Robin Book, 1993, 309 p.
- L'Atlantide des mégalithes, éditions France-Empire, Paris, 1999  (ISBN 2-7048-0881-3)[8]